# Zpěvy nevinnosti a zkušenosti
Zpěvy nevinnosti a zkušenosti nebo také Písničky nevinnosti a zkušenosti (1789–1794, Songs of Innocence and of Experience) je název básnické sbírky anglického preromantického básníka a malíře Williama Blakea, která je považována za jeden z vrcholů jeho tvorby.

## Charakteristika zpěvů
„Tygře, tygře, žhavě žhneš 

v noci, jíž jak lesem jdeš! 

Kdo vzal smrti její moc 

a dal ti strašnou souměrnost?“

(první sloka básně Tygr ze Zpěvů zkušenosti v překladu Zdeňka Hrona)

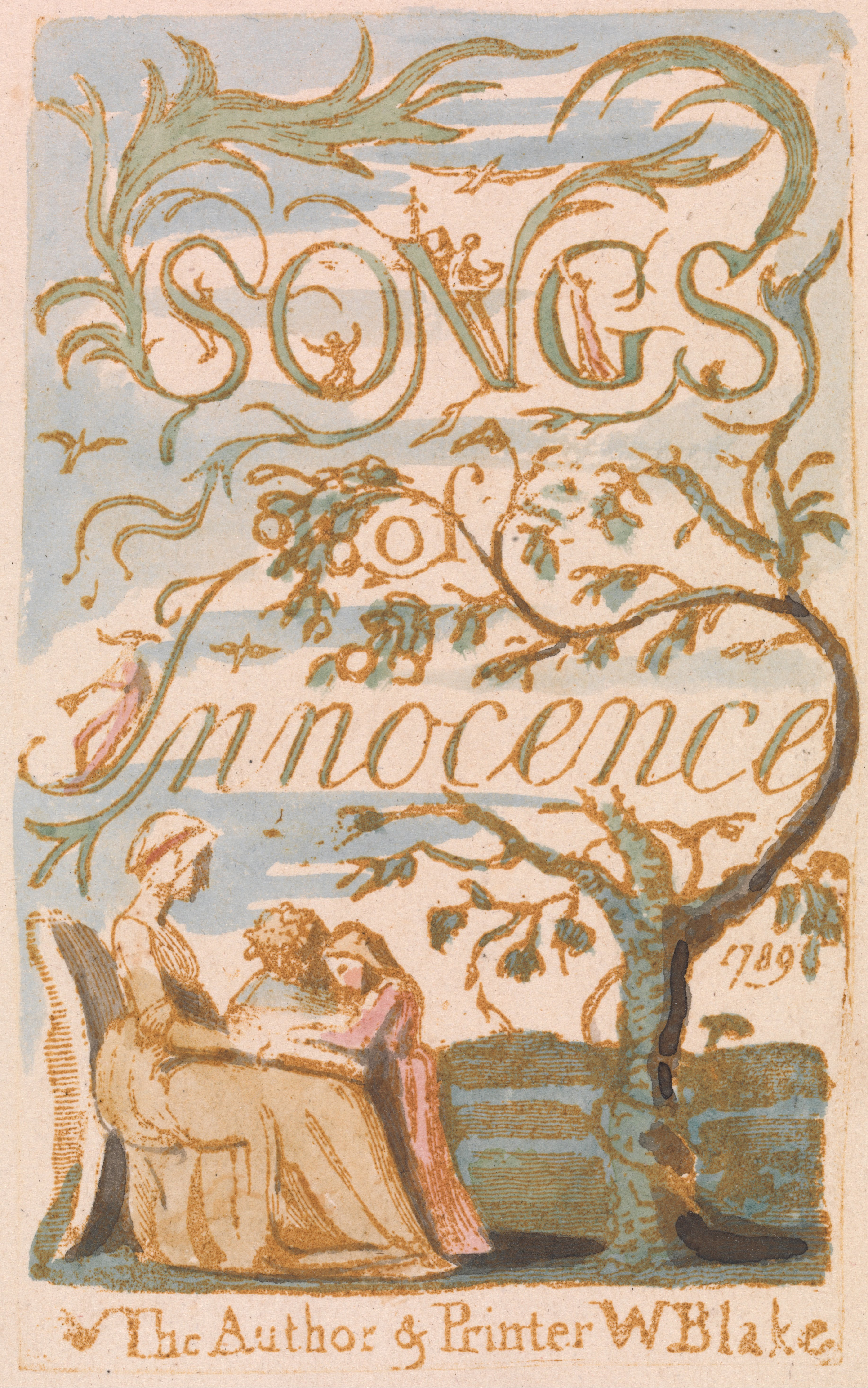
Písně nevinnosti, vydání z roku 1789

Jedná se vlastně o dva společně vydávané básnické cykly. Zpěvy nevinnosti (23 básní) vznikly již roku 1789, roku 1794 k nim Blake přidal Zpěvy zkušenosti (21 básní) a od té doby vydával oba cykly jako jednu knihu. Roku 1801 byla do Zpěvů zkušenosti zařazena báseň Tirze (To Tirzah). Po Blakeově smrti byla do tří tisků Zpěvů zkušenosti zařazena báseň Boží obraz (A Divine Image) z roku 1791.
Zpěvy obsahují básně písňového nebo gnómického charakteru. Většinou jsou napsány v čtyřveršových strofách s pravidelným, sdruženě či střídavě rýmovaným veršem. Básně vytváří souvislý cyklus propojený významově a formálně a sjednocený po výtvarné stránce, protože jsou součástí ornamentálních vícebarevných ilustrovaných grafických listů. Jsou napsány zdánlivě tradiční jednoduchou formou církevních písní, veršů pro děti nebo popěvků, ale ve skutečnosti v sobě skrývají promyšlenou symboliku a ironii zachycující složitost světa a krásu i krutost života. Hrdinou prvního cyklu je dítě jako ztělesnění radosti a posvátnosti života. To je ve druhém cyklu spoutáváno, deprivováno a duševně mrzačeno hamižností, chtíčem, přetvářkou a náboženskou bigotností racionální společnosti. Tím zpěvy významově úzce souvisí s Blakeovými prorockými knihami, které začaly vznikat zhruba ve stejné době.

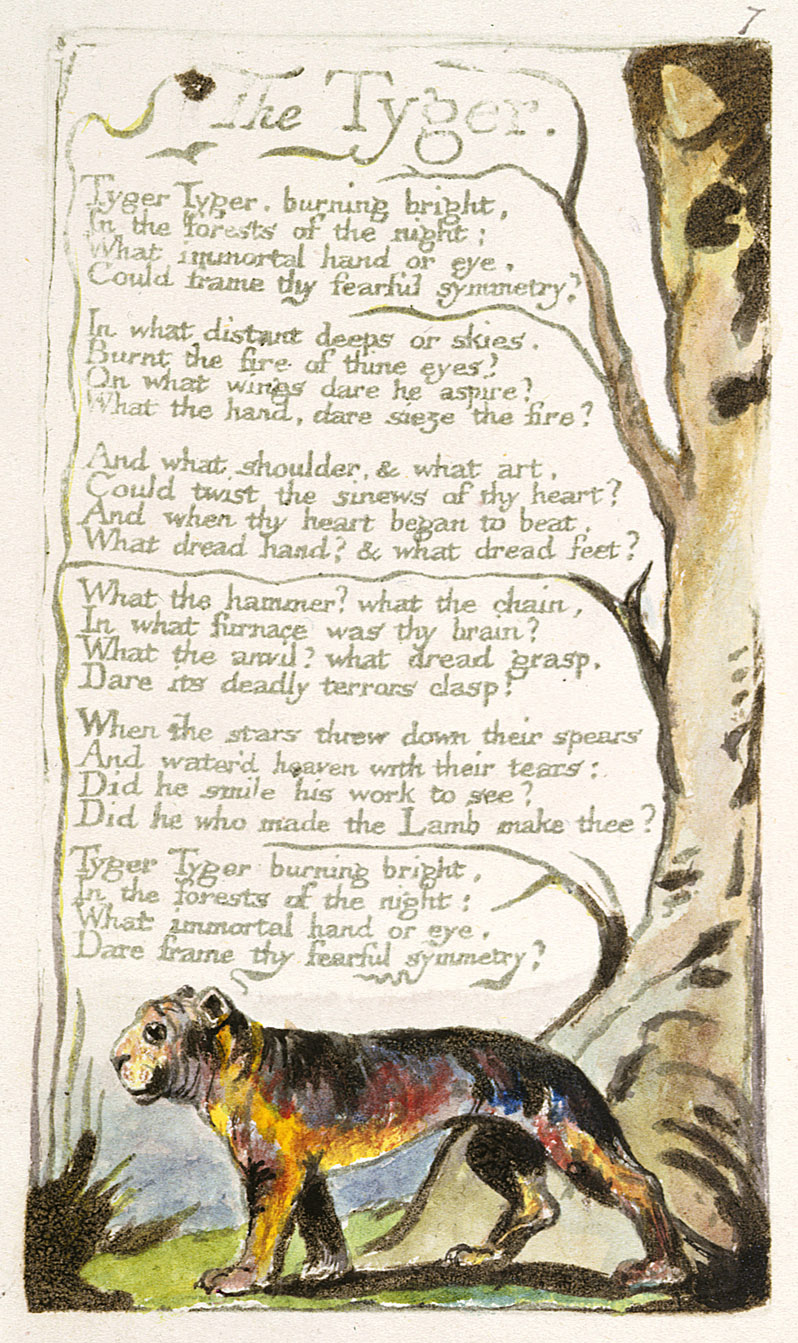
Tygr ze Zpěvů zkušenosti

Zpěvy zkušenosti tvoří jakýsi „kontrapunkt“ Zpěvů nevinnosti a podle podtitulu společného vydání zachycují dva protichůdné stavy lidské mysli. Proti pastýřskému Pištci, píšícímu milé písničky pro pobavení dětí, stojí vizionářský Starý Bard, proti usměvavému dítěti na obláčku stojí vzlykající matka Země, spoutaná slzami a útrapami, a proti něžnému beránkovi se vztyčuje ohnivými barvami planoucí tygr.
Zatínco Zpěvy nevinnosti představují fantastický, hravý a naivní dětský pohled na svět, ve Zpěvech zkušenosti má tento svět ve vidění dospělých pochmurný, násilný až absurdní obraz. Tento základní umělecký záměr je řešen buď kontrastním zpracováním týchž témat se shodnými názvy – Píseň chůvy (Nurse's Song), Zelený čtvrtek (Holy Thursday), Kominíček (The Chimney Sweeper), Ztracený chlapec (The Little Boy Lost), nebo kontrastními tituly – Radost nemluvňátka (Infant Joy) proti Pláči novorozeněte (Infant Sorrow). Píseň Boží obraz (A Divine Image) byla do Zpěvů zkušenosti přidávána proto, že tvoří protiklad básni The Divine Image ze Zpěvů nevinnosti.
Oba cykly ale proti sobě nestojí jako mechanické protiklady dobra a zla, radosti a žalu či lásky a krutosti. Proto není tygr z jeho nejslavnější básně The Tyger (známé i podle jejího prvního verše Tygře, tygře, žhavě žhneš) zjednodušeným symbolem odvěkého zla, ale obrazem nevyčerpatelné přírodní energie a krásy obsažené v metafoře „fearful symmetry“ („strašná souměrnost“). Tygr nemá budit jen hrůzu, ale především úžas nad zázrakem života. V básni Blake také otevřel otázku, zda ruka, která stvořila beránka, stvořila také tygra.

## Odraz v kultuře
- Songs and Proverbs of William Blake (1965, Písně a přísloví Williama Blakea), cyklus písní anglického hudebního skladatele Benjamina Brittena na texty vybrané z Pekelných přísloví a Zpěvů zkušenosti.[4]
- Songs of Innocence and of Experience (1967), folkrockové album amerického básníka Allena Ginsberga.[5]
- Songs of Innocence a Experience (1984), cyklus písní pro sólisty, sbory a orchestr amerického hudebního skladatele a klavíristy Williama Bolcoma na Blakeovy texty.[6]
- Songs of Innocence (2014) a Songs of Experience (2017), alba irské rockové skupiny U2 inspirované stejnojmennými Blakeovými díly. Zpěvák Bono si z nich vypůjčil nápad porovnávat osobu, kterou se člověk stane na základě zkušeností, s osobou ve věku nevinnosti.[7] Mnoho textů obsahuje dialog mezi nevinností a zkušeností.[8]

## Česká vydání
- Výbor básní, Praha: Jan Otto 1929, přeložil Jaroslav Skalický – jednotlivé básně.
- Svět v zrnku písku, Praha: Mladá fronta 1964, přeložil Jiří Valja, znovu Praha: Maťa 2010 – jednotlivé básně..
- Napíšu básně kytkám na listy, Praha: Československý spisovatel 1981, přeložil Zdeněk Hron, znovu Praha a Litomyšl: Paseka 1996 a Praha: Garamond 2017 – jednotlivé básně.
- Písničky nevinnosti a zkušenosti, Praha: BB art 2001, přeložil Zdeněk Hron.
- Tygře, tygře, žhavě žhneš, Praha: Dokořán 2010, přeložil Zdeněk Hron – jednotlivé básně.